# Pełzaczniki
Pełzaczniki (Xenopinae) – monotypowa podrodzina ptaków z rodziny garncarzowatych (Furnariidae).

## Rozmieszczenie geograficzne
Podrodzina obejmuje gatunki występujące w krainie neotropikalnej – południowym Meksyku, Ameryce Centralnej i Południowej.

## Morfologia
Długość ciała 10–12 cm; masa ciała 9–15 g.

## Systematyka
Rodzaj zdefiniował w 1811 roku niemiecki zoolog Johann Karl Wilhelm Illiger w publikacji własnego autorstwa poświęconej wstępnej klasyfikacji ssaków i ptaków. Gatunkiem typowym jest (oznaczenie monotypowe) pełzacznik amazoński (X. genibarbis).

### Etymologia
- Xenops: gr. ξενος xenos ‘nieznajomy, obcy’; ωψ ops, ωπος opos ‘oblicze, twarz’[7].
- Anecorhamphus: gr. ανεκας anekas ‘do góry, w górę’ (por. ανηκω anēkō ‘dochodzić, sięgać’); ῥαμφος rhamphos ‘dziób’[8].

### Podział systematyczny
Podrodzina ta jest taksonem siostrzanym wobec Furnariinae lub Dendrocolaptidae. Do podrodziny należy jeden rodzaj z gatunkami:
- Xenops mexicanus P.L. Sclater, 1857 – pełzacznik północny
- Xenops genibarbis Illiger, 1811 – pełzacznik amazoński
- Xenops minutus (Sparrman, 1788) – pełzacznik białowąsy
- Xenops rutilus Temminck, 1821 – pełzacznik kreskowany
- Xenops tenuirostris von Pelzeln, 1859 – pełzacznik cienkodzioby